# Stagonolepis
Stagonolepis – rodzaj dużych, opancerzonych archozaurów z kladu Crurotarsi, z rodziny Stagonolepididae, szeroko rozprzestrzenionych w późnym triasie (karnik, około 225 milionów lat temu).

## Morfologia

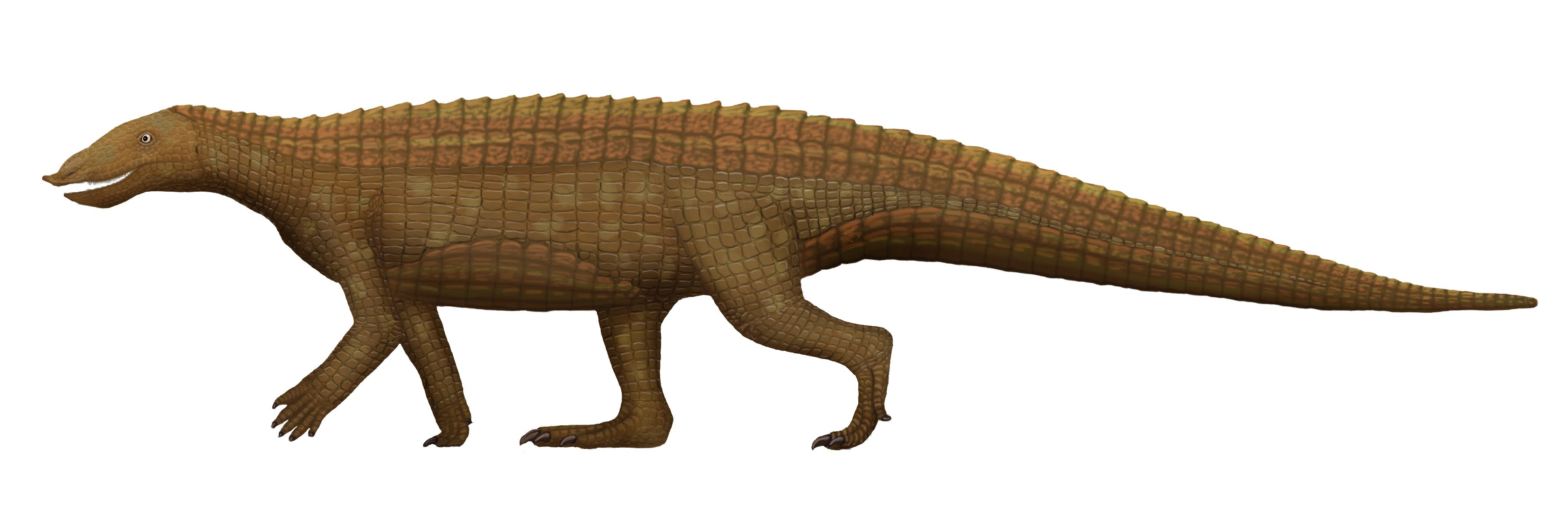
Rekonstrukcja Stagonolepis robertsoni (Szymon Górnicki), według rekonstrukcji szkieletu Hartmana, 2016

Stagonolepis osiągał długość od 2,5 do około 2,7 m i masę prawdopodobnie około 200 kg. Miał małą głowę z bezzębnym przodem szczęk, długi, wąski tułów, opancerzony kostnymi płytami od strony grzbietowej i brzusznej, potężny ogon i dość krótkie, lecz silne kończyny – rozstawione na boki, choć w większym stopniu wyprostowane i umieszczone pod tułowiem niż w przypadku większości współczesnych gadów.

## Taksonomia

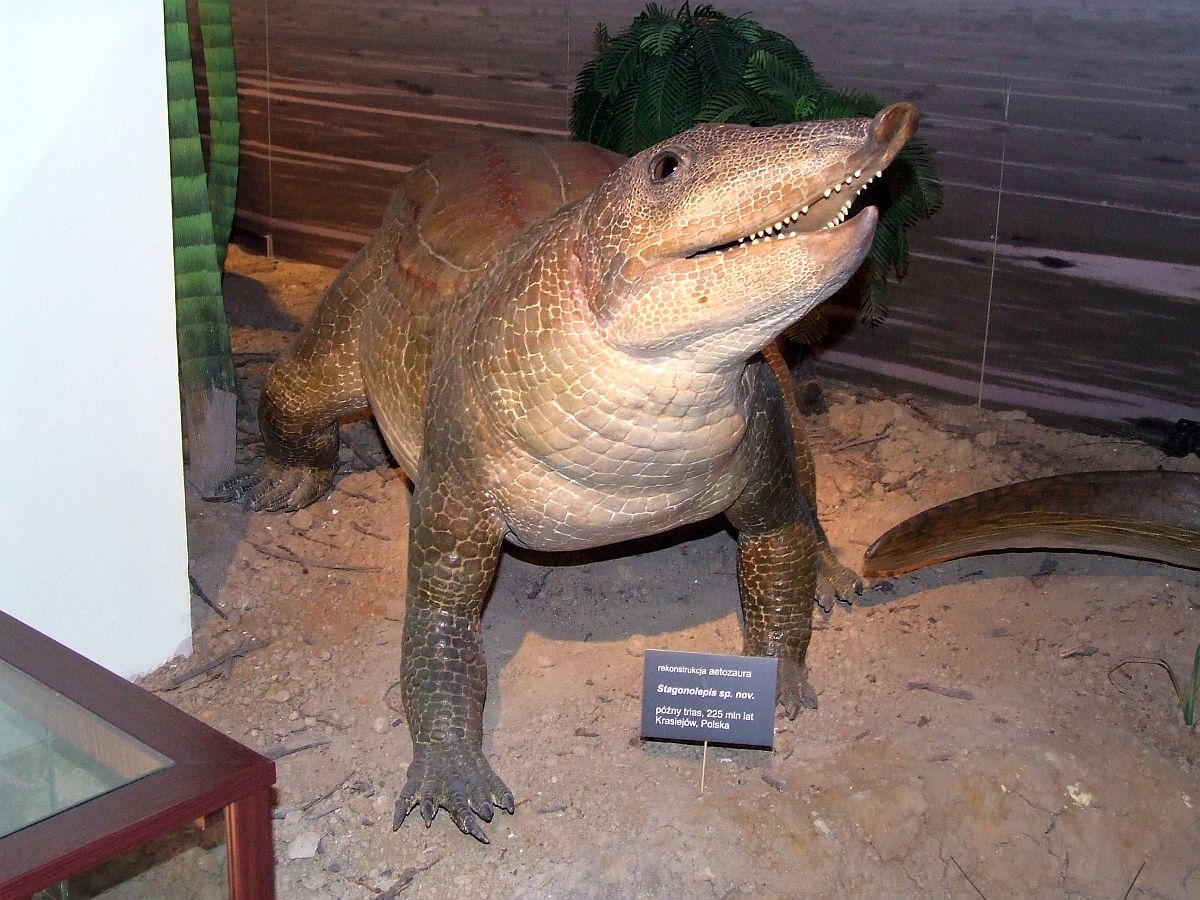
Model Stagonolepis olenkae w Muzeum Ewolucji PAN

Rodzaj Stagonolepis i jego gatunek typowy, S. robertsoni z formacji Lossiemouth Sandstone, zostały nazwane w 1844 roku przez Louisa Agassiza, jednak dopiero Thomas Henry Huxley jako pierwszy zidentyfikował je jako gady. W 1985 roku Long i Ballew opisali drugi gatunek, S. wellesi z Arizony, jednak jego przynależność do rodzaju Stagonolepis została zakwestionowana przez Parkera (2007). Do Stagonolepis przypisywano również osteodermy z Niemiec, Argentyny i Brazylii, jednak również te identyfikacje są dyskusyjne.
Skamieniałości aetozaurów z tego rodzaju znaleziono także w Krasiejowie na Śląsku Opolskim. Lucas i współpracownicy zaliczyli je do S. robertsoni, z czym nie zgodził się Tomasz Sulej, który wskazał na różnice w morfologii czaszki pomiędzy S. robertsoni a materiałem krasiejowskim, który opisał jako nowy gatunek S. olenkae. Antczak (2016) opisał dodatkowe skamieniałości aetozaurów z Krasiejowa, u których występują zarówno cechy budowy kości czaszki charakterystyczne dla S. robertsoni, jak i cechy charakterystyczne dla S. olenkae; w ocenie autora nie jest pewne, czy różnice w budowie szkieletów S. robertsoni i S. olenkae istotnie dowodzą ich odrębności gatunkowej, czy też wynikają one jedynie ze zmienności wewnątrzgatunkowej.
Heckert i Lucas uznali, że szczątki Aetosauroides scagliai należą do aetozaurów z rodzaju Stagonolepis – S. robertsoni (większe osobniki) i S. wellesi (mniejsze) i zsynonimizowali rodzaje Aetosauroides ze Stagonolepis. Nowsze analizy wskazują jednak na odrębność Aetosauroides od Stagonolepis.
Stagonolepis należy do najwcześniejszego rzędu roślinożernych gadów naczelnych – aetozaurów, do której należy jedynie rodzina Stagonolepididae. Rodzaj ten należy do podrodziny Stagonolepidinae, obejmującej wszystkie aetozaury bliżej spokrewnione ze Stagonolepis robertsoni niż z Desmatosuchus haplocerus.

## Paleobiologia
Większość autorów uważa, że Stagonolepis żywił się nisko rosnącymi roślinami oraz bulwami i korzeniami, które mógł wykopywać z ziemi bezzębnym pyskiem. Niektórzy naukowcy uważają jednak, że aetozaury były wszystkożerne lub owadożerne, na co – zdaniem autorów – wskazują analogie w budowie pomiędzy aetozaurami a współczesnymi pancernikami, ich piłkowane zęby i budowa mózgu sugerująca dobry węch, będący cechą zwierząt owadożernych. Opancerzenie ciała chroniło Stagonolepis przed atakami największych lądowych drapieżników żyjących w okresie późnego triasu – archozaurów z grupy rauizuchów.